# Nocturnus
I Nocturnus sono stati un gruppo musicale technical death metal statunitense. La band fu formata nel 1986 a Tampa (Florida) dal bassista Richard Bateman e dal batterista/cantante Mike Browning con i chitarristi Gino Marino e Vincent Crowley.

## Storia del gruppo
I Nocturnus inizialmente suonavano un classico death metal con la presenza di un tastierista, che risultava unica a quel tempo. Infatti l'impiego delle tastiere nelle band di metal estremo veniva, all'epoca, relegato a mero produttore di tappeti sonori in intro o limitate sezioni caratterizzate da atmosfere tenebrose. Mentre, con i Nocturnus la tastiera ha un ruolo attivissimo e chiave nella composizione dei brani. Un'altra novità assoluta fu l'introduzione di testi fantascientifici. La band registrò un demo intitolato Nocturnus, poco prima che Crowley lasciasse la band nel 1988, per cominciare a suonare con gli Acheron. Poco dopo anche Bateman uscì, per suonare il basso nei Nasty Savage.
I due vennero rimpiazzati da Mike Davis (chitarra) e da Jeff Estes (basso). Anche Louis Panzer entrò, nel 1988, a far parte del gruppo come tastierista. Con questa formazione, eccetto Marino che venne sostituito da Sean McNenney, registrarono il disco The Key, che venne pubblicato nel 1991 e vendette oltre 50 000 copie nel mondo. The Key univa una forte componente tecnica con le tastiere, e questa fu una delle principali ragioni del suo successo. Nel 1992 fu pubblicato Thresholds, a partire dal quale fu aggiunto anche il cantante Dan Izzo. Fu l'ultimo album prima dello scioglimento, avvenuto nel 1993. Subito dopo che l'EP omonimo fu pubblicato dalla Moribund Records.
Nel 2000 il gruppo si riunì e registro Ethereal Tomb, per poi sciogliersi definitivamente nel 2002.
Nel 2008 gli After Death, l'altra band di Mike Browning, si è imbarcata in un tour europeo usando il nome "Nocturnus" ed eseguendo pezzi estratti da The Key e dei primi Morbid Angel (band in cui Browning ha militato dal 1984 al 1986 nelle vesti di batterista/cantante, prima dell'arrivo di David Vincent). Al tour avrebbe dovuto partecipare anche Mike Davis, che però rifiutò l'invito.

## Formazione

### Ultima
- Emo Mowery - voce (2000-2002), basso (1992–1993, 2000–2002)
- Mike Davis - chitarra (1988–1993, 2000–2002)
- Sean McNenney - chitarra (1989–1993, 2000–2002)
- Louis Panzer - tastiera (1988–1993, 2000–2002)

### Altri componenti

#### Cantanti
- Dan Izzo (1992–1993)

#### Chitarristi
- Gino Marino (1987–1989)
- Vincent Crowley (1987)

#### Bassisti
- Richard Bateman (1987)
- Jeff Estes (1989–1991)
- Jim O' Sullivan (1991)
- Chris Anderson (1992) (turnista)

#### Batteristi
- Mike Browning (1987–1992) anche cantante
- James Marcinek (1992–1993)
- Rick Bizarro (2000)

## Discografia

### Album in studio
- 1990 - The Key
- 1992 - Thresholds
- 2000 - Ethereal Tomb

### EP
- 1993 - Nocturnus

### Compilation
- 2004 - The Nocturnus Demos (ristampato con il titolo The Science of Horror)

### Demo
- 1987 - Nocturnus
- 1988 - The Science of Horror

## Videografia

### DVD
- 2004 - A Farewell to Planet Earth